# Conan l'Usurpateur
Conan l'Usurpateur (titre original : Conan the Usurper) est un recueil de nouvelles, signé par Robert E. Howard, narrant les aventures du personnage de Conan le Barbare. Il s'agit du septième tome de la vaste anthologie dirigée par Lyon Sprague de Camp et Lin Carter au milieu des années 1960. Il fait directement suite au volume intitulé Conan le Guerrier, bien que les nouvelles n'aient que des liens très tenus entre elles.

## Éditions françaises
- Aux éditions J.-C. Lattès, en juin 1982[1].
- Aux éditions J'ai lu, en juin 1987  (ISBN 978-2277222248).

## Nouvelles
1. Le Trésor de Tranicos - Howard & De Camp (The Treasure of Tranicos, dont le titre original est The Black Stranger. Pour cette édition, de Camp a réécrit une très grosse portion de la nouvelle de Howard, pourtant complète.)
2. Des Loups sur la frontière - Howard (Wolves Beyond the Border, basée sur un fragment inachevé d'Howard terminé par Lyon Sprague de Camp)
3. Le Phénix sur l'épée - Howard (The Phoenix on the Sword)
4. La Citadelle écarlate - Howard (The Scarlet Citadel)